# Bothriomyrmex salsurae
Bothriomyrmex salsurae is een mierensoort uit de onderfamilie van de Dolichoderinae. De wetenschappelijke naam van de soort is voor het eerst geldig gepubliceerd in 1944 door Donisthorpe.